# キジマ
株式会社キジマは、東京都荒川区に本社を置くオートバイ関連部品用品の企画・開発・製造・販売を行う企業である。レースチームはキジマKISSレーシングチーム。

## 沿革
- 1958年3月1日 - キジマの前身である不二屋ゴム商会を創設。東京都北区王子の賃貸倉庫において、二輪車用ゴム部品や家具の足ゴム等の卸売りを開始
- 1960年4月 - 北区東田端に移転と共に、社名を東洋ゴム商会に改称
- 1962年7月 - 東京都荒川区西日暮里に家屋兼社屋として移転。
- 1967年5月 - 社名を木島ゴム工業株式会社に改称
- 1968年4月 - 軽三輪・四輪用のビニールフロアマット工場を西新井に西新井営業所として新設。部品の組立て部門と営業の一部を足立区西新井（現所在地）に移転
- 1975年 - 東京都北区田端新町に直営ショップであるキジマショールームをオープン。
- 1977年 - 本社社屋を新築し新社屋に本社機能を残しその他の部署を西新井営業所へ移転
- 1982年5月 - 株式会社木島に社名変更
- 1983年8月 - ブランド名を「フェザント」とし、木島ショールーム内に革ツナギ製造部門を開設
- 1984年 - ショップを革ツナギを主としフェザントショップとして荒川西日暮里に移転
- 1985年1月 - 「KISSレーシングチーム」を立ち上げレース活動を開始、鈴鹿8時間耐久ロードレースおよび全日本ロードレース選手権参戦。
- 1991年12月 - 西新井営業所内に4階建ての商品倉庫を新築。
- 1992年10月 - 社名を「株式会社キジマ」に変更
- 2001年5月 - 西新井営業所内に倉庫棟新社屋完成
- 2016年 - 「キジマKISSレーシングチーム」となり、MFJカップ参戦（JP250クラス）

## レース活動
1985年からKISSレーシングチームとしてロードレースに参戦、花村忠昭や黒川武彦などをサポート。チームはショッキングピンクのイメージカラーを採用し、参戦マシンもピンク一色でカラーリングされコース上で見つけやすい存在として認知度も上昇。同年の鈴鹿8時間耐久ロードレースでデザイン賞を受賞。アパレルやグッズも展開した。また元アイドルで声優の櫻井智は1986年、15歳の時に同チームのマスコットガールをしていた。
2016年からキジマKISSレーシングチームとなり、MFJカップのJP250クラスに参戦している。ライダーは小椋華恋。
2018年にライダーを家根谷大晟に、JP250クラス年間チャンピオンを取得